# My Ruin
My Ruin är ett heavy metal-band från USA.

## Medlemmar
Nuvarande medlemmar
- Tairrie B (Theresa Beth Murphy) –sång (1999– )
- Mick Murphy – gitarr, sång (1999– )
- Chris Lisee – basgitarr (2005– )
- J. D. Flores – trummor (2008– )

Tidigare medlemmar
- Meghan Mattox – basgitarr (1999–2004)
- Yael – trummor (2000–2005)
- Johny Chow – basgitarr (2004–2005)
- Jason Brunk – trummor (2005)
- Matt LeChevalier – trummor (2005–2008)
- Marcelo Palomino – trummor (2008)

## Diskografi
Studioalbum
- Speak and Destroy (1999)
- A Prayer Under Pressure of Violent Anguish (2000)
- The Horror of Beauty (2003)
- The Brutal Language (2005)
- Throat Full of Heart (2008)
- Ghosts and Good Stories (2010)
- A Southern Revelation (2011)
- The Sacred Mood (2013)

EP
- The Shape of Things to Come... (2003)

Singlar
- "Terror" / "June 10" (1999)
- "Tainted Love" / "Blasphemous Girl" (1999)
- "Beauty Fiend" / "Masochrist" (2000)

Livealbum
- To Britain with Love & Bruises (2001)
- Alive on the Other Side (2008)

Samlingsalbum
- Blasphemous Girl (2002)
- Ruined & Recalled (2003)